# Extrahovaný šrot
Extrahovaný šrot (též označovaný jako extrahované pokrutiny) jsou zbytky po extrakci pokrutin, při které se z nich získává zbytkový olej v nich obsažený.
Extrahovaný šrot lze využít ke krmným účelům. V krmných směsích slouží jako zdroj bílkovin. Kvalita bílkovin se liší proporcionálním zastoupením jednotlivých aminokyselin. Bílkoviny z rostlinných zdrojů mívají deficit některých esenciálních aminokyselin. Proto je vhodné sestavovat krmné směsi z různých složek. Omezení některých složek při tvorbě krmných směsí představují i antinutriční látky. Pokud některé extrahované šroty obsahují vyšší podíl antinutričních látek, mohou být přidávány do krmných směsí pouze v menším množství. 
Přebytky nevyužitých extrahovaných šrotů mohou sloužit jako zdroj energie.